# Wiebe Geskus
Wiebe Geskus (Den Haag, 17 september 1921 – Kamp Vught, 4 september 1944) was een Nederlands verzetsstrijder ten tijde van de Tweede Wereldoorlog.
Als zoon van Stientje Weerman en kapper Steffen Geskus woonde Geskus in de diverse straten in Den Haag, waaronder de Terletstraat.
Geskus was tijdens de Tweede Wereldoorlog lid van de knokploeg Van Hulsentop. De groep is opgericht in 1943 door Frank van Hulsentop. Deze groep is onder meer verantwoordelijk voor het bevrijden van 2 gevangenen uit de gevangenis in Utrecht in 1943, een mislukte aanslag op V-Mann Van der Meer en een overval op het gemeentehuis van Puttershoek op 15 februari 1944.
Door verraad raken de leden van de groep bekend bij de Sicherheitsdienst en op 28 maart 1944 wordt de hele groep gearresteerd. De meeste verzetslieden lopen in een val opgezet door Poos en Slagter in de woning van Frank van Hulsentop, aan de Fultonstraat 19 in Den Haag. Geskus zelf wordt echter thuis gearresteerd.
De groep wordt eerst opgesloten in het Oranjehotel in Scheveningen, maar bij de ontruiming daarvan op 6 juni 1944 worden de mannen overgebracht naar Kamp Vught.
In de laatste dagen van de bezetting worden in Kamp Vught grootschalige executies uitgevoerd. Als gevolg daarvan wordt Geskus met al zijn ploeggenoten gefusilleerd op 4 september 1944.

## Eerbetoon
- Nationaal Monument Oranjehotel[3]
- Erelijst van Gevallenen 1940-1945[4]
- Op 4 april 2024 is een Stolperstein voor Geskus geplaatst bij zijn voormalige woning aan de Terletstraat.